# BLOOD STAIN CHILD
BLOOD STAIN CHILD（ブラッド・ステイン・チャイルド）は、日本のヘヴィメタルバンド。2002年にデビュー。同年に韓国でもデビュー。2006年にドイツのレーベルDocktard1と契約し、ヨーロッパデビューを飾り、2007年にはアメリカのレーベルLocomotiveとも契約し、全米デビューも果たした。
初期は、チルドレン・オブ・ボドムのような、メロディックデスメタルを演奏していたが、徐々に、トランスのような、エレクトロニック・ミュージックないしエレクトロニック・ダンス・ミュージックの要素を含むようになっていった。5th Album「εpsilon」からは正式に自らのバンドジャンルを「トランス・メタル」と公言した。

## 略歴
1999年6月に、大阪で前身バンドのVISION QUESTが結成。結成当初は、RYU（ギター）、RYO（ベース、RYUの実弟）、VIOLATOR（ドラムス）、AKI（キーボード）とハイトーンボーカリストの5人で、メロディックスピードメタル系の音楽を演奏していた。
2000年6月にボーカルが脱退し、DAIKI (ギター)が加入、RYOがグロウルによるボーカルを兼任することになり、バンド名を、BLOOD STAIN CHILDに改名、メロディックデスメタルへ音楽性を転換し、「Silence Of Northern Hell」、「Requiem」、「Legend Of Dark」のデモを作成した。
2001年秋にはプロレスラーの佐々木健介選手に入場曲「The World」を提供し、同年12月には、当時佐々木が所属していた新日本プロレスの設立30周年記念テーマ曲「Steel Flame」を提供。
2002年に、2000年に作成したデモをきっかけとして、和田誠が設立したレーベルCaptain Rockと契約し、同年7月17日に1stアルバム『Silence Of Northern Hell』をリリース。リード・トラックの「Silence Of Northern Hell」はJFN系ラジオドラマ「カドカワ・サウンドシネマ　トリニティ・ブラッド～Rage　Against The Moon」のエンディングテーマとなり、同年秋には同アルバムが韓国でもリリースされた。
2003年6月18日に2ndアルバム『MYSTIC YOUR HEART』をリリース。
2005年3月にDAIKIが脱退し、翌月に後任としてSHIROMASAが加入。8月18日に3rdアルバム『IDOLATOR』をリリース。このアルバムから、RYUがサイド・ボーカル(クリーン)を務めるようになった。
2006年に、欧州リリースについてドイツのレーベル・ドックヤード1・レコードと契約、ヨーロッパデビューを果たす。同年末をもってSHIROMASAが脱退し、翌年初頭に後任としてG.S.Rが加入。同時に専任ボーカリストとして、SADEWも加入した。
2007年7月18日に4thアルバム『MOZAIQ』をリリース、リード・トラックの「FREEDOM」のPVはゴンゾが製作した。同年、アメリカでのリリースについて、ロコモティヴ・レコードとも契約し全米デビューを果たした。
2010年6月にSADEWが「音楽性の違い、もとい自分探しの旅に出るため」、VIOLATORが「諸事情で家業を継がねばならない状況になり、バンド活動を続けることができなくなったため」脱退。9月14日に公式サイトにて新メンバーSOPHIA（ヴォーカル）、GAMI（ドラムス）の加入が発表された。また、メインレーベルを、イタリアのコロナ―・レコードに移した。
2011年リリースの、スタジオジブリトリビュート・アルバム、『Princess Ghibli』の2曲に参加。また、同年6月には、5thアルバム『εpsilon』をリリース。
2012年7月、Sophiaが脱退した。後任を公募し、12月頭に後任として、KiKi (ヴォーカル)の加入が発表された。2013年3月、ビデオジョッキー、ディスクジョッキー、マニピュレータを担当するMAKOTOが新加入した。また、今後、キーボーディストのAKIはライヴには出演せず、スタジオのみの参加となることも併せて発表された。
2013年レコード会社をランティスに移し、事務所アイウィルに所属。
2014年1月29日に移籍後初のリリースとなるシングルLAST STARDUSTをリリース。タイトルトラックのLAST STARDUSTはPCゲーム未来戦姫スレイブニルのOP主題歌、収録曲のOVER THE GALAXYはED楽曲でもある。またLAST STARDUSTではGRANRODEOのe-ZUKAがギターソロでゲスト参加している。同年9月、MAKOTOが音楽性の違いを理由に脱退した。
2016年6月に、KiKiとRYOが脱退。KiKiはバンドの方向性の違い、RYOは一身上の都合によって脱退した。代わって、SAIKA (Vo)とYakky (B)の加入が発表された。また2015年のホームページ改修前にはメンバーに記載されていたAKIが、2016年6月の時点で、メンバー一覧から削除された。しかし、後にリリースされた『THE LEGEND』や『AMATERAS』などのアルバムにはスタジオメンバーとして参加しており、引き続きスタジオメンバーとして在籍している。
その後、和田誠が新たに立ち上げたレーベルである爆音！BAKU-ON.caに移籍。
2018年1月14日のライヴをもってGAMIが脱退。後任にShatter Silence等で活動するYASUが加入する。
2018年10月7日THE LEGENDリリースツアー終了翌日、SAIKAの脱退とSADEWの再加入が発表された。BLOOD STAIN CHILDから派生したSAIKAとG.S.Rによるアコースティックユニットですとろいは活動継続。
2019年、Ethereal SinのYama Darkblazeが代表を務めるEvoken de Valhall Productionとエージェント契約を結んだ。また2月1日にはメンバーチェンジ後初の音源としてデジタルシングル『Del-Sol』をリリースした。同年7月に、オリジナルアルバムとしては2011年以来8年ぶりとなる6thアルバム『AMATERAS』をリリースした。
2024年5月8日、アルバム『METALIA』と『CYBERIA』を2作同時デジタル・リリース。

## メンバー

### 現メンバー
- SADEW - リードボーカル（2007年1月-2010年6月 / 2018年10月-）
- RYU - リードギター（1999年6月-）

BLOOD STAIN CHILDのリーダーでありバンドコンセプト等の構築をしている。ほぼ全曲の作曲を担当。多種多様なジャンルの音楽の作曲をプロデュースする等、他にも様々な活動をしている。
- G.S.R - サイドギター、コーラス（2007年1月-）
- RYO - ベース（1999年6月-2016年6月、2025年5月-）＆リードボーカル（1999年6月-2007年4月）、サイドボーカル（グロウル）（2007年4月-2016年6月、2025年5月-）
- YASU - ドラムス（2018年1月-）

Shatter Silence等で活動。
- AKI - キーボード（1999年6月-）

ほとんどの楽曲をRYUが担当しているが、一部楽曲で作曲を行っている。2013年3月以降、スタジオのみの参加となった。2016年6月以降、ホームページのメンバー一覧に記載されていないが、アルバム等にはスタジオメンバーとして参加している。

### 旧メンバー
- SOPHIA  - リードボーカル（2010年9月-2012年7月）

ギリシャ人女性ボーカリスト。ヴィジュアル系バンドのDEATHBIE（AYABIE）のPVマリアの鮮血にも出演している。
- KiKi - リードボーカル （2012年12月-2016年6月）
- SAIKA - リードボーカル（2016年6月-2018年10月）
- DAIKI - サイドギター（2000年6月-2005年3月）
- SHIROMASA - サイドギター（2005年4月-2006年12月）
- Yakky - ベース（2016年6月-2025年4月）

☆Skelton panties☆にて活動中。
- VIOLATOR - ドラムス （1999年6月-2010年6月）
- GAMI - ドラムス（2010年9月-2018年1月）

YOUTHQUAKEでも活動していた。
- MAKOTO - ビデオジョッキー、ディスクジョッキー、マニピュレータ（2013年3月-2014年9月）

## ディスコグラフィ

### アルバム
1. Silence Of Northern Hell（2002年7月17日）
  1. Silence Of Northern Hell
  2. Crimson Symphony
  3. Under The Sin Of Grief
  4. Legend Of Dark
  5. Requiem
  6. King Of The Sacred Sword
  7. Infernal World
2. MYSTIC YOUR HEART（2003年6月18日）
  1. BE IN FOR KILLING MYSELF
  2. ∞ SYSTEM
  3. THE RISE OF ALL THE FALL
  4. MYSTIC YOUR HEART
  5. ARTIFICIAL MIND
  6. eM SOLUTION
  7. CLONE LIFE
  8. THE ROAD TO RUIN
  9. DEEP SILENT MEMORY
3. IDOLATOR（2005年8月18日）
  1. HYPER SONIC
  2. Live Inside
  3. Embrace Me
  4. Final Sky
  5. TRUTH
  6. TRIAL SPIRAL
  7. VOID
  8. NUCLEAR TRANCE
  9. Ag2o
  10. TYPE N
  11. LIFE STORY
  12. TRUE BLUE（LUNA SEAのカバー）
4. MOZAIQ（2007年7月18日）
  1. EXOTIC-6-CORDINATOR
  2. Cyber Green
  3. FREEDOM
  4. ENERGY BLAST
  5. Pitch Black Room
  6. Another Dimension
  7. METROPOLICE
  8. C.E.0079
  9. INNOCENCE
  10. Peacemaker
  11. NEO-GOTHIC-ROMANCE
  12. EZ DO DANCE（日本盤ボーナストラック TRFのカバー）
  13. Cosmic Highway（アメリカ盤とヨーロッパ盤ボーナストラック）
  14. NUCLEAR TRANCE（韓国盤ボーナストラック）
5. εpsilon（2011年6月15日）
  1. SIRIUSⅥ
  2. FOREVER FREE
  3. STARGAZER
  4. S.O.P.H.I.A
  5. Unlimited Alchemist
  6. ELECTRICITY
  7. ETERNAL
  8. MOON LIGHT WAVE
  9. Dedicated To Violator
  10. Merry-Go-Round
  11. LA+
  12. SAI-KA-NO
  13. VOID（日本盤ボーナストラック Dmn-str-mix）
  14. Royal Sky（アメリカ盤とヨーロッパ盤ボーナストラック）
6. THE LEGEND[注釈 3]（2018年6月13日）
  1. KAMUI-神威-
  2. Silence Of Northern Hell ～0～
  3. Crimson Symphony ～rage of blood～
  4. Requiem ～T.O.A～
  5. Mystic Your Heart ～angel in the karma～
  6. ∞SYSTEM ～b.u.r.s.t～
  7. CLONE LIFE ～anti-human～
  8. Final Sky ～terra～
  9. Embrace Me ～you are not alone～
  10. TRUTH ～psyco society～
  11. Exotic-6-cordinator ～novum～
  12. FREEDOM ～ryu in the house～
  13. Another Dimension ～shiro gane～
  14. Forever Free ～焔～
  15. ETERNAL-proto-type- (Bonus Track)
7. AMATERAS（2019年7月3日）
  1. New Space Order
  2. Del-Sol 1.02
  3. EARTH
  4. Eastern Gravity
  5. √BSC
  6. Love inPulse
  7. Luminus Infelno
  8. 8bit Blackhole
  9. Lost Humanity
  10. 3+6+9
  11. 皇～sumeragi～
  12. CHA-LA HEAD CHA-LA
8. METALIA（2024年5月8日）
  1. QUINTESSA
  2. OMNIVERSE
  3. Wild Horizon
  4. Morning Star
  5. ESTRELLA
  6. Devil's Twilight
  7. Night Sky
  8. MOONFALL
  9. DIGITAL FOREST
  10. Back To The Planet
9. CYBERIA（2024年5月8日）
  1. Unreal World
  2. 24H PARTY
  3. Tonight→Delight
  4. EPIC OVER
  5. ORIGAMi
  6. Cyber Shogun
  7. Dancing Shikabane
  8. Ai Ai Ai
  9. Don't Stop Your Life
  10. STONE∴CIRCLE

### シングル・EP
1. LAST STARDUST（2014年1月29日）
  1. LAST STARDUST
  2. OVER THE GALAXY
  3. STARGAZER-X-
2. NEXUS （2016年9月7日）
  1. NEXUS
  2. INSIGNIA
  3. METEO-LIGHT
  4. @EVERYTHING
3. TRI ODYSSEY（2017年07月26日）
  1. TRI ODYSSEY
  2. TRANCE DEAD KINGDOM
  3. gaia evolution
  4. O.k.e.@.n.o.S
4. Del-Sol（2019年2月1日）
  1. Del-Sol
5. 2045 (2021年3月3日)
  1. 2045
  2. ELYSION

### 参加作品
1. 超戦士の聖奏(バイブル)
2. TrinityBlood Rage Against The Moon
3. PLEASURE of DESTRUCTION
4. Captain Wada's Rock Drive
5. GENKI-TEKI METAL
6. Princess Ghibli
7. Princess Ghibli II